# Ammato
Ammato (più comunemente Ammatas o Ammatus; in vandalo: Ammatas, in latino: Ammatus, in greco: Αμματάς; 485 circa – Cartagine, 13 settembre 533) è stato un condottiero vandalo e fratello di Gelimero, l'ultimo re del regno vandalo, figlio di Geilaris. Comandò uno dei tre corpi d'armata durante la Battaglia di Ad Decimum, nella quale fu ucciso il 13 settembre 533.

## Biografia
Ammatas fu a Cartagine quando i Bizantini sbarcano sulla costa africana, il cui scopo è quello di restaurare Ilderico, penultimo re vandalo deposto da Gelimero. Riceve rapidamente da quest'ultimo l'ordine di mettere a morte il deposto re Ilderico, così come il suo fratello generale, Omero, e molti dei loro sostenitori. Le ordina inoltre di radunare tutti i Vandali pronti per la battaglia. Quest'ultimo si lancia urgentemente verso la processione dell'Ad Decimum, che deve tenere a tutti i costi, per bloccare i Bizantini di Belisario in questo stretto passaggio, secondo il progetto iniziale stabilito dal re Gelimero. Ma invece di recarsi con tutta la sua gente all'appuntamento, commette l'errore di anticipare la marcia del suo corpo d'armata prima che finisca la sua concentrazione, e di non essere in corteo solo con pochi uomini, perché il resto è disperso e teso tra Cartagine e l'Ad Decimum, in piccoli gruppi, da trenta o venti soldati. Questo non è l'unico errore commesso da Ammatas; giunse infatti verso mezzogiorno nel luogo indicato e invece di attendere il passaggio del corpo principale di battaglia comandato da Belisario, dove era presente il suo corpo d'armata, attaccò Giovanni l'Armeno con due ore di anticipo per impedirgli di prendere il controllo di questo passaggio strategico e minacciando direttamente Cartagine.
Ammatas, alla testa di poche truppe, cioè 150 cavalieri vandalici, incontra l'avanguardia di Belisario comandata da Giovanni l'Armeno, in tutto 600 guardie a cavallo. Nonostante il suo coraggio, secondo lo storico bizantino Procopio, giustiziò con le proprie armi 12 soldati romani, fu crivellato di colpi e morì poco dopo. I suoi uomini vengono inseguiti dai Bizantini fino alle porte di Cartagine,  provocando un grande massacro.